# 山寨人生
《山寨人生》（韓語：넉오프）是Disney+计划播出的原创韩国黑色喜剧，由《任意依戀》、《秘密森林2》的导演朴鉉錫执导，《38師機動隊》、《盜賊之歌》的编剧韩正勋执笔剧本，由金秀贤、曹寶兒主演。

## 剧情概要
该剧以1997年IMF危机时期到2000年代初期为背景，讲述发生在“山寨货市场”裡的故事，一个平凡的男人金成俊在20世纪末投身于山寨货事业并成为21世纪的全球“山寨王”。

## 演员阵容

### 主演人物
- 金秀贤 饰演 金成俊

因IMF事件失业后踏入山寨市场，成为山寨市场“泉水市场”的副会长，凭借非凡的头脑和随机应变能力、强烈的欲望成为全球山寨市场的帝王。
- 曹寶兒 饰演 宋慧贞

金成俊的前女友、打击假冒伪劣产品的特别司法警察。

### 其他人物
- 劉宰明 饰演 金万植，金成俊的父亲，将他带进山寨市场的罪魁祸首。[10]
- 金義聖 饰演 裴弼久，裴努利的叔叔，釜山山寨市场负责人。[10]
- 方效潾 饰演 裴努利，山寨货的天堂“泉水市场”的会长，小小年纪就称霸山寨市场的女王。[10]
- 權娜拉 饰演 文宥彬，S级山寨包的设计师。[10]
- 金惠恩 饰演 张智秀，裴努利的律师兼战略指挥。[10]
- 高圭弼 饰演 炸猪排，裴努利的左膀右臂，“泉水市场”的行动队长。[10]
- 朴世阮 饰演 文多彬，文宥彬的妹妹，和姐姐一起制作山寨包。[10]
- 鄭滿植 饰演 李基峰，和白钟民一起管制伪造品的刑警。[10]
- 末今 饰演 诸葛贤淑，管制伪造品TF组调查官。[10]

### 特别出演
- 李姃垠 饰演 朴爱子，金成俊的母亲、退休公务员，一生奉献给家庭。[10]
- 金武烈 饰演 白钟民，中央地方检察厅检察官，追踪金成俊、裴努利等人的管制伪造品TF组组长。[10]
- 禹棹焕 饰演 李民锡，金成俊的高中同学、韩国最大门户网站的CEO，被金成俊当作突破危机来利用的人物。[11][12]

## 制作

### 選角
2024年3月至5月，韩国媒体报道金秀贤、金施恩、劉宰明、高圭弼、曹寶兒、趙宇鎮、李姃垠、金義聖、末今、金惠恩、崔奎莉有望参演该剧；其中金秀贤、金施恩、曹宝儿饰演主人公角色，金秀贤饰演“山寨货市场”的头号人物金成俊，曹宝儿在剧中饰演一名海关官员、也是金成俊的初恋女友，崔奎莉饰演金成俊的妹妹。同年7月，媒体报道權娜拉、金武烈有望参演该剧，其中权娜拉饰演女主角之一、被金成俊挖角的山寨货商贩文宥彬；该剧于7月前后举行剧本围读。2024年8月宣布金秀贤与曹宝儿主演，计划2025年由Disney+播出；同月媒体报道金时恩出演告吹，其获得提案的角色由新人演员方孝琳出演。同年9月，宣布刘宰明、李姃垠、金義聖、方孝琳、权娜拉、金惠恩、高圭弼、朴世阮、金武烈、鄭滿植与姜末今参演。
韓國媒體報導金秀賢出演該劇每集片酬5億韓元，總計90億韓元。

### 拍摄與取景
媒体报道该剧将分两季进行制作，总共18集，每一季各9集。該劇分別在韓國與香港取景拍摄，香港部分於深水埗基隆街、長沙灣、牛池灣、旺角、香港國際機場和鰂魚涌海山樓等地取景。据媒体报道，该剧制作公司于2025年4月告知参演演员和工作人员拍摄无限期暂停。

## 發行
Disney+确认《山寨人生》将于2025年在其平台上独家发行。受金秀賢與金賽綸戀情爭議事件影响，Disney+宣布推迟该剧原定于2025年4月的上线计划。